# Harkortwagen

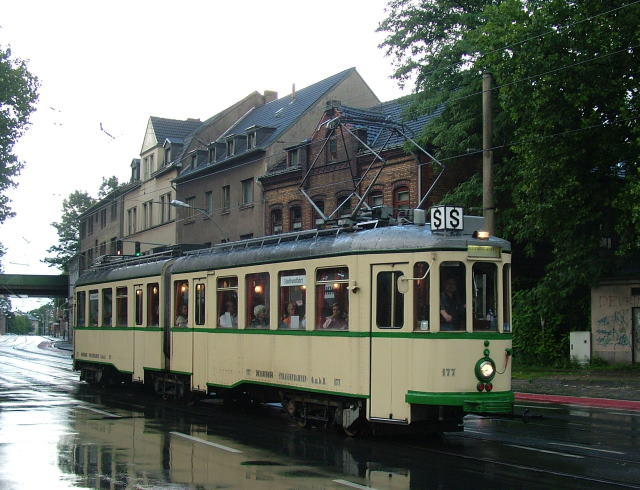
Harkortwagen

Der Harkortwagen ist ein Straßenbahn-Gelenktriebwagen, der 1926 von der Duisburger Straßenbahnen GmbH in zwei Exemplaren beschafft wurde. Er ist der erste Drehgestell-Gelenkwagen Europas und gilt somit als „Urahn“ der modernen Straßenbahnen dieses Kontinents.

## Geschichte
Der erste Drehgestell-Gelenkwagen weltweit entstand 1921 für die Straßenbahn von Milwaukee. Zwei vierachsige Triebwagen wurden so zusammengebaut, dass die beiden Wagenkästen in der Mitte auf einem gemeinsamen Drehgestell ruhten und miteinander durch einen Faltenbalg verbunden wurden. 1924 kaufte das Department of Street Railways für die Straßenbahn in Detroit einen achtachsigen Gelenkwagen. In Europa tauchte der Drehgestell-Gelenkwagen erstmals 1926 bei der Duisburger Straßenbahn auf. Die Duisburger Straßenbahnen GmbH nahm die beiden Triebwagen 176 und 177 in Betrieb, die von dem Duisburger Hersteller AG für Eisenindustrie und Brückenbau vorm. Johann Caspar Harkort gebaut worden waren.

## Technische Merkmale
Die beiden Wagenkästen aus Stahl stützen sich in der Mitte auf einem Jakobs-Drehgestell ab. Die beiden anderen Drehgestelle sind normale Triebdrehgestelle mit je zwei Motoren. Die beiden Wagenhälften sind durch einen Faltenbalg miteinander verbunden, der einen rund einen Meter breiten Durchgang herstellt. Das Gewicht der 20,5 m langen Wagen beträgt 22,5 t. Die Kapazität lag zum Zeitpunkt der Auslieferung bei 100 Fahrgästen, von denen 44 sitzen konnten.
Ursprünglich waren die Fahrzeuge nicht für Fahrgastfluss konstruiert, so dass der Einsatz von zwei Pendelschaffnern nötig war. 1956 erfolgte der Umbau der Wagen für Fahrgastfluss von hinten nach vorne. Dafür wurden alle Türen auf der rechten Seite durch Falttüren von Düwag ersetzt, der hintere Einstieg erhielt Doppeltüren. Die Schiebetüren auf der linken Seite und der hintere Fahrschalter blieben jedoch erhalten. Durch diesen Umbau erhöhte sich die Kapazität auf 172 Fahrgäste bei gleichzeitiger Reduzierung der Sitzplatzanzahl auf 37. Im Rahmen des Umbaus wurden auch stärkere Motoren eingebaut, um auch Beiwagen mitführen zu können.

## Einsatz
Die Harkortwagen waren eigentlich für die Überlandlinie D nach Düsseldorf beschafft worden, kamen dort aber nie zum Einsatz. Zum Ende ihrer Dienstzeit liefen sie auf der Linie 8 der Duisburger Straßenbahn. 1968 wurden sie außer Dienst gestellt.
Der Wagen 176 wurde in den folgenden Jahren in Popbemalung als Partywagen eingesetzt, der Wagen 177 diente als Ersatzteilspender. 1984 wurde dieser Wagen aber doch restauriert, da Wagen 176 im Jahre 1983 durch einen Brand im Duisburger Betriebshof Grunewald vollständig zerstört worden war. Auch der Wagen 177 diente fortan als Partywagen, allerdings ohne Popbemalung.
Seit einem Unfall Anfang 2015 war der Wagen 177 fahrunfähig abgestellt.

## Zukunft
Im Februar 2016 wurde der Wagen 177 von der Duisburger Verkehrsgesellschaft an die norwegische Firma Daimex verkauft. Bis 2017 erfolgte eine Aufarbeitung in Wesel. Die Straßenbahn erreichte Norbert Kühns (Geschäftsführer Daimex) Anwesen am Westufer des Strandefjorden bei Fagernes.  Auf dem Anwesen besteht eine kurze private Fahrstrecke, auf der die Straßenbahn fährt.